# Ballinger Bottom
Ballinger Bottom – osada w Anglii, w hrabstwie Buckinghamshire, w dystrykcie (unitary authority) Buckinghamshire. Leży 45 km na północny zachód od centrum Londynu.